# ツバメコノシロ
ツバメコノシロ （学名：Polydactylus plebeius）は、ツバメコノシロ科に属する魚類の一種。インド太平洋に分布し、砂地に生息する。銀色の体に縦線が入り、遊離軟条が特徴である。

## 分類と名称
1782年にフランスの魚類学者であるピエール・マリー・オーギュスト・ブルソネによって Polynemus plebeius として記載され、タイプ産地はタヒチであった。
種小名は「一般市民の」を意味し、おそらくタイプ産地で一般的に生息していることを示している。別名はアゴナシ。common threadfin、Northern threadfin、puttynoseなどの英名がある。

## 分布と生息地
東アフリカからポリネシアまで、北は日本から南はオーストラリアまで、インド太平洋に広く分布する。日本では福島県以南の太平洋岸、若狭湾以南の日本海岸、伊豆・小笠原諸島、南西諸島に分布する。沿岸の砂地や、大陸棚の泥地に生息する。

## 形態
全長は通常30cmだが、最大で体長45cm、体重1.7kgに達する。吻は尖り、頭部背側の輪郭は直線に近い。背鰭は二基あり、第一背鰭は8棘から、第二背鰭は1棘と12-13軟条から成る。臀鰭は3棘と11-12軟条から成り、第二背鰭と対の位置にある。胸鰭は上部と下部に分かれており、上部は16-18本の不分枝条から成り、長さは標準体長の五分の一で、先端は腹鰭の先端に達しない。下部は遊離軟条5本から成り、長さは標準体長の三分の一。尾鰭は深く二叉し、先端は長く伸びる。側線鱗は60-68枚。頭部と体側面上部は銀色で、腹側に向かって白みが強まる。第一背鰭、第二背鰭、尾鰭は淡色で、後縁は黒色である。腹鰭と臀鰭の前縁は白色で、その他の部分は黄白色である。体側面には14-17本の灰色縦線が入り、背側の線は濃い。胸鰭には5本の遊離軟条があり、長さは体長の22-40%を占める。

## 生態
幼魚は巨大な群れを作り、小型の甲殻類や魚類などの底生生物を餌とする。遊離軟条は感覚器官であり、味蕾が存在している。これにより、視界の悪い泥質の海底付近や、夜間であっても餌を探すことが出来る。常に遊泳し続け、眼で中層の、遊離軟条で底の餌を探す。

## 人との関わり
南アジア、東南アジア、メラネシアとポリネシアでは水産重要種とされており、トロール網、刺し網、釣り、地引網で漁獲される。日本では流通量が少なく、地元で消費されることが多い。